# 黄鶴元
黄 鶴元（黄 鶴源、ファン・ハクウォン、朝鮮語: 황학원、1941年 - ）は、朝鮮民主主義人民共和国の政治家。都市経営相、朝鮮テコンドー協会委員長、朝鮮労働党中央委員会委員候補などを歴任した。

## 経歴
1941年に生まれた。出生地は不明。2005年12月に朝鮮建築家同盟中央委員会副委員長に就き、2008年に都市経営相に任命された。2009年3月に最高人民会議第12期代議員に選出され、同年4月9日に開催された最高人民会議第12期第1回会議で都市経営相に再任された。同年9月から朝鮮テコンドー協会委員長を兼任。北朝鮮が万博初参加となった上海国際博覧会で、同年9月6日に代表団として訪問し演説を行った。2010年9月28日に開催された朝鮮労働党第3回党代表者会で、朝鮮労働党中央委員会委員候補に選出され、2011年12月に金正日総書記が死去した際には、国家葬儀委員会委員に選ばれた。2013年4月1日に開催された最高人民会議第12期第7回会議で都市計画相を解任された。

## 参考サイト
- 북한정보포털

| 先代崔宗建 | 都市経営相2008年 - 2013年 | 次代姜英洙 |